# V. Leó örmény király
V. Leó (Kis-Örményország (Kilikia), (ma Törökország), 1342 – Párizs, 1393. november 29.) vagy más számozás szerint VI. Leó. Önmagát azonban V. Leó-nak címezte mind a pecsétjén latinul: "SIGILUM LEONIS QUINTI REGIS ARMENIE" és a sírfeliratán is franciául: "Leon de Lizingnen quint," örményül: Լևոն Զ/Ե Լուսինյան, franciául: Léon V de Lusignan, latinul: Leo Quintus Rex Armeniae, Örményország királya Kilikiában (Kis-Örményország).  Örményország utolsó de facto királya. Római katolikus vallású volt. A Lusignan(-Poitiers)-ház örmény ágának a tagja.

## Származása

A Lusignan-dinasztia örmény királyi ágának a címere: balról az Örmény Királyság, középen a Jeruzsálemi Királyság és jobbról a Lusignan-dinasztia címereinek egyesítésével

Lusignan Jánosnak (1306/07–1343), Örményország régensének és hadsereg-főparancsnokának egy örmény nővel folytatott házasságon kívüli kapcsolatából származó fia. A Lusignan(-Poitiers)-házi II. Konstantin  (1297/1300–1344) örmény király unokaöccse. A francia eredetű Lusignan (Lusignan-Poitiers)-család Cipruson uralkodó dinasztiájának örmény ágából származott. A II. Leó (1236–1289) örmény király és Küra Anna (–1285) lamproni úrnő házasságából született Izabella (1376/77–1323) örmény királyi hercegnő feleségül ment Türoszi Amalrik (1370/72–1310) ciprusi királyi herceghez, Ciprus kormányzójához, majd Amalrik meggyilkolása után Izabella örmény hercegnő a gyerekeivel örmény hazájába tért vissza. V. Leó a nevét az örmény dédapja, II. Leó örmény király után kapta. A törvénytelen származás bélyege egész életén át nyomasztotta, ezért azt terjesztette magáról, hogy anyja Szoldana grúz hercegnő volt, aki apjával törvényes házasságot kötött. Rudt de Collenberg V. Leónak ezt az állítását egyszerű hamisításnak tekinti, amelyet semmilyen forrás sem támaszt alá. Apját, Lusignan Jánost már 1343-ban elveszítette, de csak nagybátyja, II. Konstantin örmény király 1344-ben történt meggyilkolását követően nevelkedett Cipruson. Miután II. Konstantin királyt az öccsével, Lusignan Bohemonddal együtt meggyilkolták, Leó a testvéreivel a puccsisták fogságába került, de sikerült megszöktetni és Ciprusra menekíteni őket.

## Útja a trón felé
1365-ben V. Orbán pápa Korikoszi Mária (1321–1377/1405) özvegy örmény királynéval az élen Leó jelöltségét támogatta az örmény királyi ház, a Szaven-Pahlavuni-dinasztia neghiri ágából származó Konstantin (1324–1373) neghiri úrral szemben. Leót azonban fogva tartották, és nem engedték Örményországba utazni, így Neghiri Konstantin foglalhatta el a trónt IV. Konstantin néven. Leó a ciprusi udvarban Jeruzsálem címzetes udvarmestere címet viselte 1372. október 17-étől. IV. Konstantin örmény király meggyilkolása (1373) után újra felmerült Leó trónutódlása. Korikoszi Mária, az idősebb Mária királyné, aki rokonságban állt a nápolyi királyi házzal, ismét Leó királlyá választását szorgalmazta annak reményében, hogy egy katolikus örmény király trónra lépte a nyugati hatalmak és a pápa támogatását is elnyeri, és katonailag is megsegítik az ekkor már csak a fővárosra, Sziszre, és közvetlen környékére zsugorodott örmény királyságot.

## Örményország királya
Leónak nagy nehézségekbe ütközött az utazás költségeinek az előteremtése, és feleségének Soissons Margitnak a birtokait is át kellett engednie a ciprusi anyakirálynénak, Aragóniai Eleonórának (1333–1417). Eleonóra fia, II. Péter (1357–1382) ciprusi király csak kis számú katonai kíséretet bocsátott a választott örmény király rendelkezésére. Korikosz kikötője, mely Örményország másik, még keresztény kézen maradt erődje volt, ciprusi fennhatóság alatt állt, az anyakirályné mégis megtiltotta, hogy Korikoszban kikössön, félve egyrészt V. Leó népszerűségétől az örmények körében, másrészt az esetleges egyiptomi támadástól is tartva. Leó feleségét és anyját Korikoszba küldte, ő pedig Adana-folyó torkolatánál szállt partra 1374. április 2-án, ahol a ciprusi király által biztosított lovascsapat Sohier Doulçart vezetésével Korikoszból megérkezett, és csatlakozott az örmény királyhoz. Nagy nehézségek és veszélyek közepette sikerült eljutniuk 1374. július 26-án Sziszbe. Itt a város lakossága nagy örömmel fogadta. Az első örömök után üröm is vegyült a fogadtatásába, hiszen a kincstárat üresen találta. Egyelőre azonban Leó belenyugodott a tényekbe, és a közelgő koronázására koncentrált.

### Koronázása

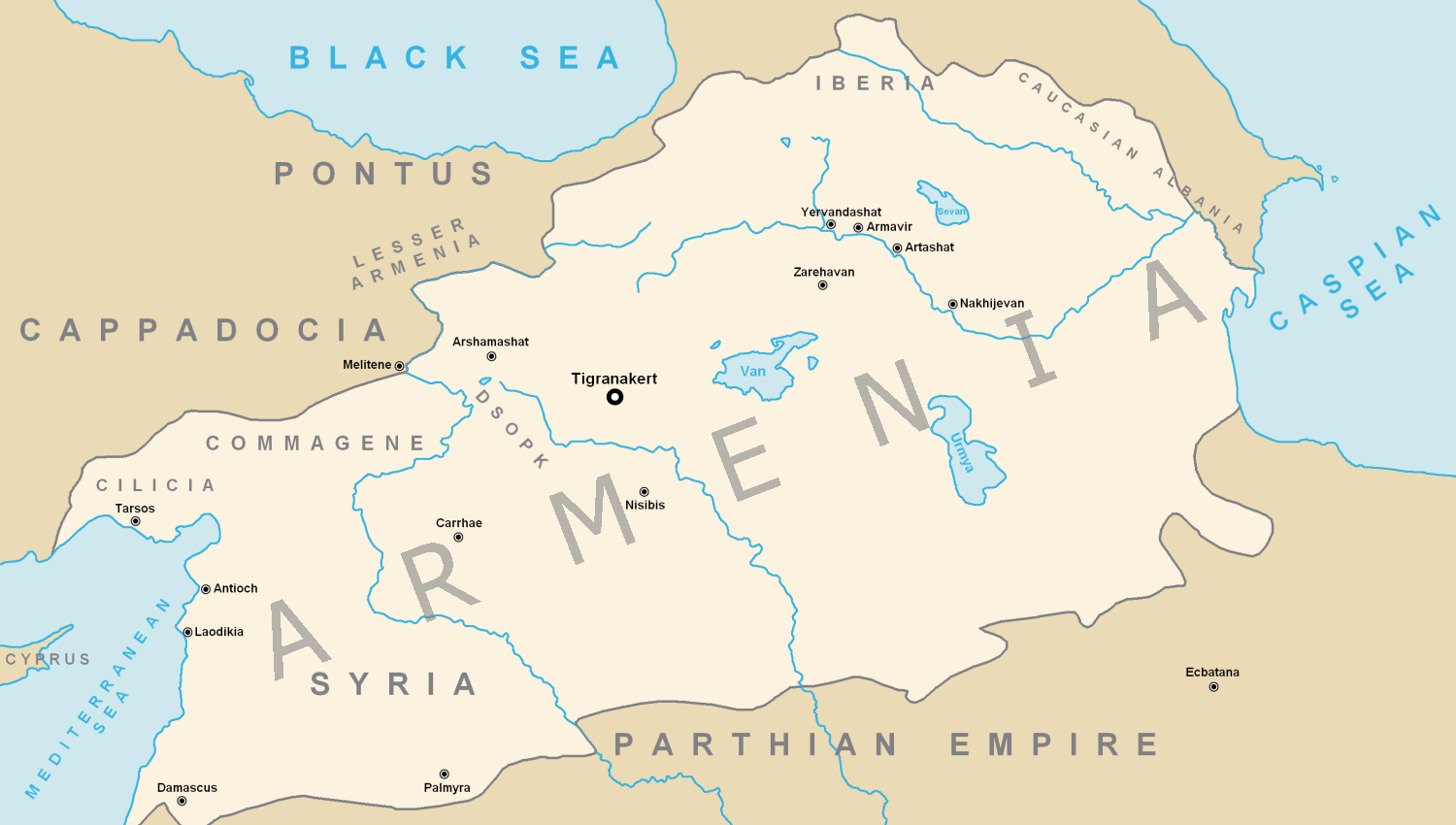
Az örmény állam legnagyobb kiterjedése Nagy Tigranész uralkodása alatt: Nagy-Örményország

Az örmény állam Kilikiában (1199–1375): Kis-Örményország legnagyobb kiterjedése I. Leó uralkodása idején, de V. Leó uralma már csak a fővárosra, Sziszre és közvetlen környezetére terjedt ki

A kettős koronázás 1374. szeptember 14-én Sziszben, a Szent Bölcsesség Székesegyházban ment végbe örmény és latin rítus szerint. A katolikus szertartást Narbonne érseke, míg az örmény felszentelést az örmény katholikosz, Boghosz (Pál) végezte. Ezután következett a királyné megkoronázása, szintén mindkét vallás előírásai szerint. A koronázással egy időben Oghruy Mária, az ifjabb Mária királyné házasságot kötött Matthieu Chappes (–1375) ciprusi lovaggal. A katolikus szertartás sértette az örmények nemzeti büszkeségét, és ennek erőltetése politikai hiba volt Leó részéről, amely a latin-ellenességet újra felszította alattvalói körében.

### Bukása
A latin-ellenes párt Leóval szemben Oghruy Máriának, az ifjabb Mária királynénak az öccsét, Asot trónkövetelőt támogatta, aki Örményország legfőbb ellenfelének, Egyiptomnak a védőszárnyai alatt élt Kairóban. Az egyiptomiak támogatták az ő igényét a trónra, és Szisz elfoglalására készültek. Az egyiptomi sereg 1375. január 15-én megostromolta a várost. Az ostrom közben a király is megsérült, eltörött az állkapcsa, és kitörött három foga, de életben maradt. Április 13-án végül a túlerőnek megadta magát, és április 15-én az egyiptomiak elfoglalták a várost. Leó királyt és családját Kairóba szállították. Szisz elfoglalásával hosszú időre megszűnt az önálló örmény állami lét, egészen a XX. századig, de Nagy-Örményország területének csak a kaukázusi részén alakult újjá az örmény állam. 1382-ig volt az egyiptomiak fogságában, és bár nem tartották szigorú őrizet alatt, mégis tragikus élmény volt számára, hiszen ekkor vesztette el feleségét és lányát, valószínűleg egy évvel korábban, 1381-ben július 4. előtt vagy a körül. Ekkoriban érkezett hozzá egy szerzetes szentföldi zarándokútjáról, Jean Dardel, aki később megírta Leó kérésére Örményország történetét.

## Madrid ura
1382-ben I. János, Kasztília királya kiváltotta őt egyiptomi fogságából, és 1382. október 7-én elhajózott Alexandriából Rodosz érintésével Avignonba, ahol VII. Kelemen (ellen)pápával találkozott, akit a római pápával szemben elismert. Innen Aragóniába, Navarrába, majd Kasztíliába érkezett, ahol a kasztíliai király átengedte neki Madrid uradalmát. 1383-ban részt vett a kasztíliai király esküvőjén, melyet Beatrix (1372–1409) portugál hercegnővel kötött, aki pár hónappal később I. Beatrix néven Portugália királynője lett.
V. Leó tárgyalásokat folytatott mind a francia, mind pedig az angol királlyal, és a francia király követeként járt el 1389 és 1392 között Angliában, hogy a két királyságot kivezesse a százéves háborúból, hogy ezzel Európa katonai erőit egy Örményország felszabadítására tervezett hadjáratra összpontosítsa, de nem járt sikerrel.

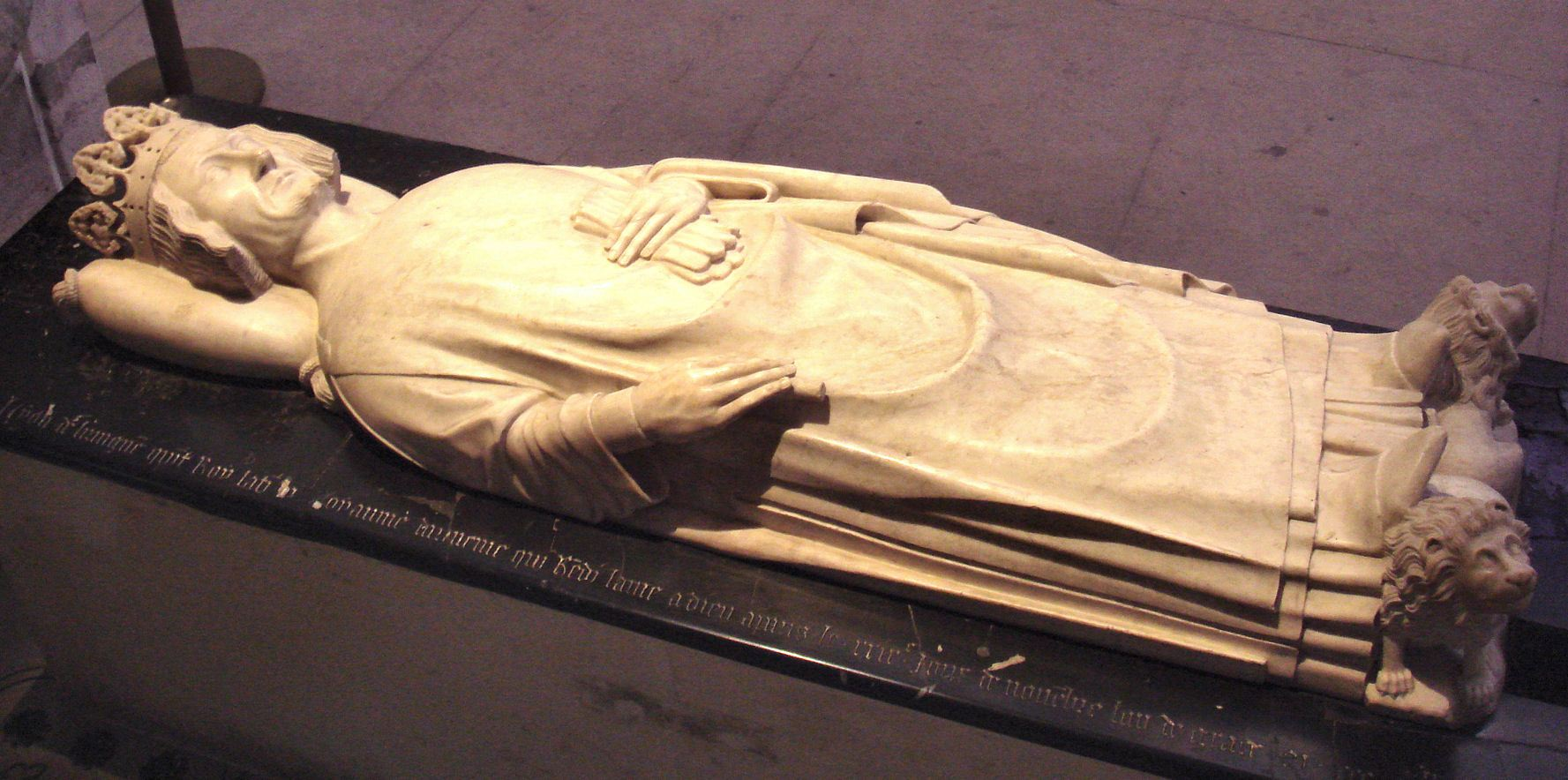
V. Leó síremléke a Saint-Denis Székesegyházban

## Halála
Párizsban halt meg 1393. november 29-én, és a Saint-Denis Székesegyházban temették el. Megtért őseihez, akik Franciaországból vándoroltak ki a Szentföldre, majd alapítottak dinasztiát Cipruson. Sírját a francia forradalom idején feldúlták.
Az örmény királyi cím halálával a ciprusi királyokra szállt. Végrendeletében megemlékezett házasságon kívül született életben maradt fiairól is.
A sírkövén a következő felirat olvasható franciául: 

„Itt nyugszik a legnemesebb és a legkiválóbb fejedelem, V. Lusignan Leó, az Örmény Királyság latin királya, akinek a lelke megtért Istenhez Párizsban november 29-én az Úr 1393. évében, imádkozz érette."
 
("Cy gist tres noble et excellent prince Leon de Lizingnen quint
roy latin du royaume d'Armenie qui rendit l'ame a Dieu a Paris le
XXIXe jour de novembre l'an de grace M.CCC.IIIIXX.XIII.
Priez pour luy") Eredeti XIV. századi felirat.”

## Gyermekei
- Feleségétől, Soissons Margit (1345/50–1379/1381) ciprusi úrnőtől, Honfroy de Scandelionnak az özvegyétől és Soissons Jánosnak, Famagusta bírájának, valamint Milmars-i Máriának a lányától, 1 leány:
  - Mária (1374–1381) örmény királyi hercegnő
- Ismeretlen nevű ágyasaitól, 3 fiú:
  - István (1366 előtt–1393 után)
  - Guido (1372 előtt–1405 után) kanonok
  - Fülöp (–1421 körül), la Tour d'Ambleux kapitánya